# Brittney Kade
Brittney Kade (Palm Springs, 16 dicembre 1999) è un'attrice pornografica statunitense, vincitrice del premio come Trans Performer of the Year 2025 agli AVN Awards.

## Biografia
Nata alla fine del 1999 nella città californiana di Palm Springs nella contea di Riverside con il nome di Brandon Morrison, durante il liceo ha dichiarato di aver subìto costanti atti di bullismo per aver ammesso di sentirsi diversa, al punto da generargli depressione e paura di tornare a scuola. Ha iniziato la transizione quando aveva quattordici anni.
Dopo aver iniziato la carriera come modella transgender, ha debuttato come attrice nell'industria del cinema per adulti nell'estate del 2021, all'età di 22 anni; come attrice ha lavorato per studi come Grooby Productions, Evil Angel e Gender.
Nel 2023 ha vinto il suo primo AVN Award come Best New Trans Actress. Due anni più tardi, vince il premio come Trans Performer of the Year.

## Riconoscimenti
- Transgender Erotica Awards
  - 2022 - Best New Actress
  - 2023 - Gender Model X of the Year[6]
  - 2024 - Gender Model X of the Year[7]
  - 2024 - Best Scene Threesome or Moresome per Lesbian Love Trans - Scene 1 - Two Hot TS Fuck Tatted Babe Aliya Brynn" con Kasey Kei e Aliya Brynn[7]
  - 2025 - Best Hardcore Performer[8]
  - 2025 - Best Scene Threesome or Moresome Bachelor Party Surprise" con Jay Tee, Michael DelRay, Roman Todd, Sage Roux, Steve Rickz e Wolf Hudson[8]
- AVN Awards
  - 2023 - Best New Trans Newcomer[9]
  - 2025 – Trans Performer of the Year[5]
  - 2025 - Best Trans Group Sex Scene per Gorgons and Goddess con Ariel Demure, Tori Easton, TS Foxxy, Emma Rose, Khloe Kay, Kasey Kei, Leilani Li, Eva Maxim, Jade Venus e Izzy Wilde[10]
  - 2025 - Hottest Trans Creator Collab con Angellica Good (Fan Award)[11]
- XBIZ Awards
  - 2025 - Best Sex Scene - Trans per Gorgons and Goddess con Ariel Demure, Tori Easton, TS Foxxy, Gia Gunn, Emma Rose, Khloe Kay, Kasey Kei, Leilani Li, Eva Maxim, Jade Venus, Izzy Wilde, Michael Boston e Austin Spears[12]